# Jaó-do-sul
Jaó-do-sul ou jaó-do-litoral (nome científico: Crypturellus noctivagus) é uma espécie de ave tinamiforme encontrada em habitats arborizados e arbustivos no leste tropical e subtropical do Brasil. Esta ave superficialmente parecida com uma codorna tem uma plumagem marrom-acinzentada. Diminuiu devido às atividades humanas e, portanto, está listado como quase ameaçada na Lista Vermelha da União Internacional para a Conservação da Natureza (UICN / IUCN).

## Subespécies
O jaó-do-sul não tem subespécies reconhecidas. Uma subespécie era reconhecida no Nordeste do Brasil, o zabelê (Crypturellus noctivagus zabele), que ocorre a partir de MG e BA. Em 2021, entretanto, esta subespécie passou a ser considerada uma espécie distinta, chamada Crypturellus zabele.

## Descrição
O jaó-do-sul tem aproximadamente 28 a 31 centímetros (11-12,2 polegadas) de comprimento. Suas partes superiores são cinzentas, as partes inferiores das costas e asas são barradas de preto, o pescoço e parte superior do peito são acinzentados, a parte inferior do peito é avermelhada e a barriga é esbranquiçada. Tem um topo enegrecido e um supercílio amarelado.

## Comportamento
Como outros tinamiformes, o jaó-do-sul come frutas do chão ou arbustos baixos. Também come pequenas quantidades de invertebrados, botões de flores, folhas tenras, sementes e raízes. O macho incuba os ovos que podem vir de até quatro fêmeas diferentes e, em seguida, os cria até que estejam prontos para ficarem sozinhos, geralmente duas a três semanas. O ninho fica no chão em arbustos densos ou entre contrafortes de raiz elevados.

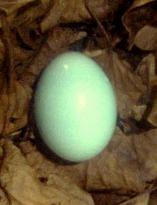
Ovo de jaó-do-sul

## Habitat
O habitat preferido do jaó-do-sul é a floresta úmida. Pode ser encontrado em altitudes de 700 metros (2 300 pés) ou menos.

## Conservação
O jaó-do-sul sofre de destruição generalizada e contínua do habitat e pressão de caça. No geral, embora seus números estejam diminuindo, não são críticos e, portanto, estão listados como quase ameaçados na Lista Vermelha da União Internacional para a Conservação da Natureza (UICN / IUCN). Tem uma faixa de ocorrência de 1 470 000 quilômetros quadrados (570 000 milhas quadradas). Não há registros recentes de partes de seu território, e parece ter sido extirpado do Rio de Janeiro. Em 2005, foi classificado como criticamente em perigo na Lista de Espécies da Fauna Ameaçadas do Espírito Santo; em 2010, como em perigo na Lista de Espécies Ameaçadas de Extinção da Fauna do Estado de Minas Gerais e em perigo no Livro Vermelho da Fauna Ameaçada no Estado do Paraná; em 2011, como em perigo na Lista das Espécies da Fauna Ameaçada de Extinção em Santa Catarina; em 2014, como em perigo no Livro Vermelho da Fauna Ameaçada de Extinção no Estado de São Paulo e com a rubrica "dados insuficientes" na Lista das Espécies da Fauna Ameaçadas de Extinção no Rio Grande do Sul; em 2017, como vulnerável na Lista Oficial das Espécies da Fauna Ameaçadas de Extinção do Estado da Bahia; e em 2018, como quase ameaçada na Lista Vermelha do Livro Vermelho da Fauna Brasileira Ameaçada de Extinção do Instituto Chico Mendes de Conservação da Biodiversidade (ICMBio) e possivelmente extinto na Lista das Espécies da Fauna Ameaçadas de Extinção no Estado do Rio de Janeiro.